# Mono Yia Mas
"Mono Yia Mas" (alfabeto grego: "Μόνο Για Μας", tradução portuguesa: "Só para Nós") foi a canção que representou Chipre no Festival Eurovisão da Canção 1996 que teve lugar em Oslo, Noruega, em 18 de maio de 1996. 
A referida canção foi interpretada em grego por Constantinos. Foi a quinta canção a ser interpretada na noite do festival, a seguir à canção portuguesa "O meu coração não tem cor, cantada por Lúcia Moniz e antes da canção maltesa "In a Woman's Heart", interpretada por Miriam Christine. Terminou a competição em nono lugar, tendo recebido um total de 72 pontos. No ano seguinte, em 1997, Chipre foi representado com a canção "Mana Mou", interpretada por Hara & Andreas Konstantinou.

## Autores
- Letrista: Rodoula Papalambrianou
- Compositor: Andreas Giorgallis
- Orquestrador: Stavros Lantsias

## Letra
A canção mostra-nos Christoforos dizendo à sua amante que aquela noite existia só para os dois.

## Outras versões
- "Shining for us" (inglês)
- "Ça sert à ça (d'être ton ange)" (francês)
- "Sólo por ti" (castelhano)
- "Solo per noi" (italiano)
- versão extensa (grego) [4:21]